# Saynbach
Saynbach (Sayn) – niewielka rzeka w Niemczech, kraju związkowym Nadrenia-Palatynat, Westerwald, dopływ Renu, o długości ok. 43 km. 
Przepływa przez Maxsain, Selters, Deesen, Sayn (dzielnicę Bendorf) i Bendorf.